# Autoerotismus

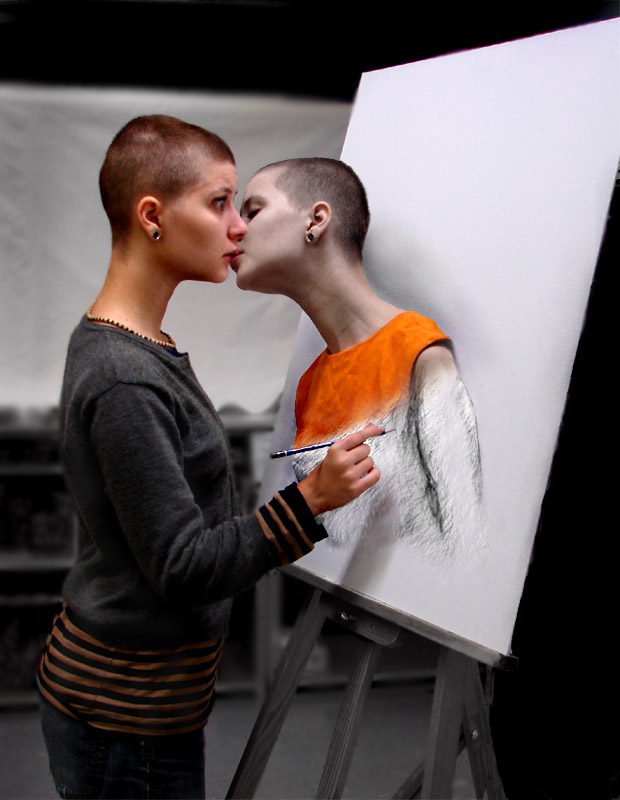
The Muse, Nina Longshadow

Autoerotismus původně v řečtině označoval lásku k sobě samému. Dnes se v sexuologii používá k označení pohlavního ukájení bez účasti partnera. Může mít formu dráždění vlastního pohlaví (automasturbace), sexuálních fantazií či vilné lásky k vlastní osobě (narcismus).